# Понте Ало Спино (Сијена)
Понте Ало Спино је насеље у Италији у округу Сијена, региону Тоскана.
Према процени из 2011. у насељу је живело 17 становника. Насеље се налази на надморској висини од 208 м.